# Breogán

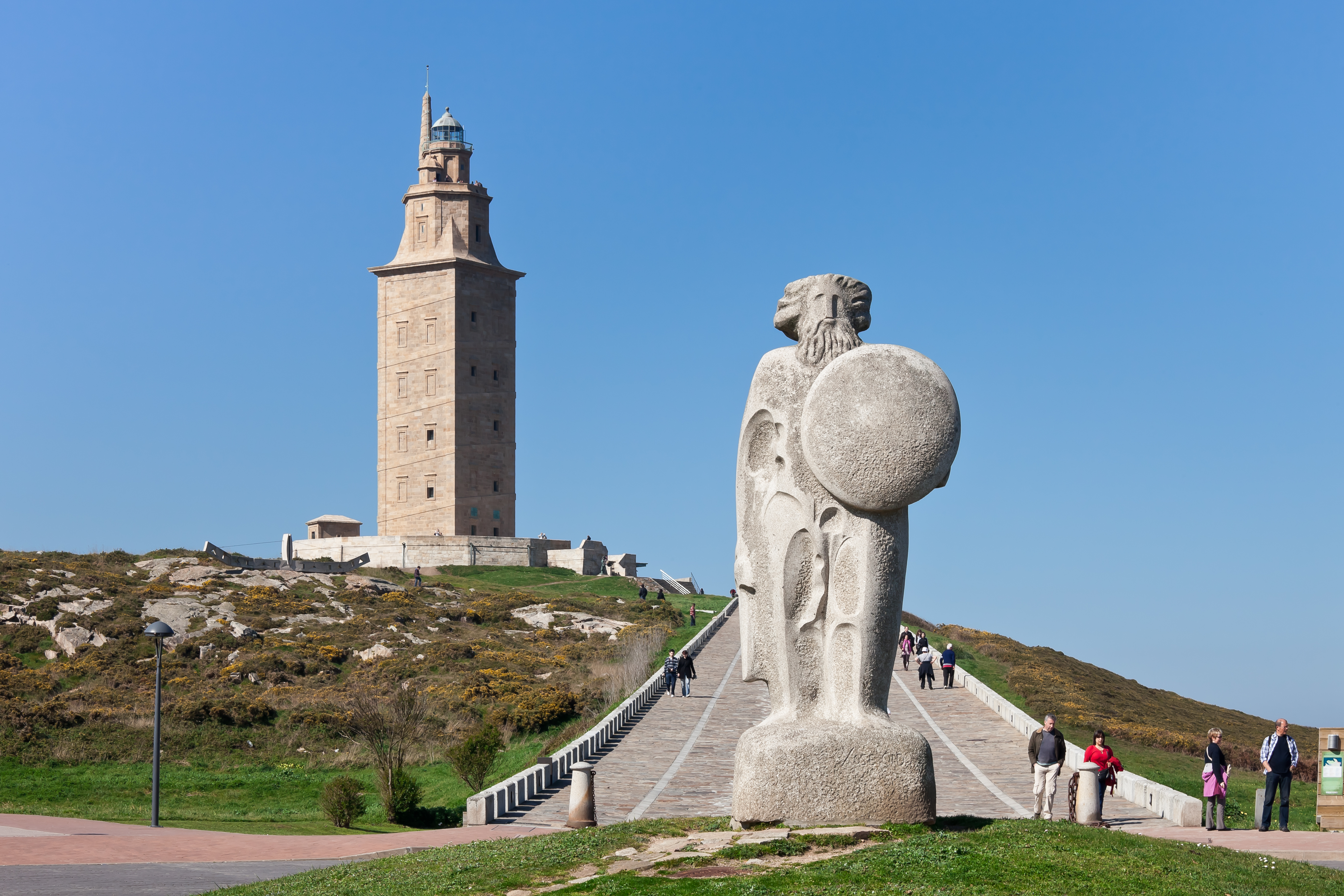
Estatua de Breogán en primer término, y la Torre de Hércules, antiguo faro romano construido en La Coruña, actualmente Patrimonio de la Humanidad.

Breogán es el nombre de un mítico rey galaico que habría gobernado sobre la mayor parte del territorio de la actual Galicia, desde la zona donde hoy se encuentra la ciudad de La Coruña.
En origen se trata de un personaje que aparece en las tradiciones legendarias irlandesas recogidas en una compilación del siglo XI, el Lebor Gabála Érenn (Libro de las conquistas irlandesas), que narra las diversas invasiones que habría sufrido la isla. Este personaje fue incorporado a la tradición popular gallega a través del movimiento romántico impulsor del galleguismo, en el siglo XIX.
Según una de las historias narradas en los antedichos manuscritos medievales irlandeses, el rey Breogán de Galicia construyó en la ciudad de Brigantia, situada en el noroeste de la península ibérica, una torre de altura tal que su hijo Ith podía ver desde su cima una distante orilla verde. La visión de esa lejana tierra animó a Ith a emprender una expedición hacia el norte, llegando hasta la isla de Irlanda, donde acabaría siendo asesinado por reyezuelos locales. En venganza, los ocho hijos de Mil (Míl Espáine, nieto de Breogán y sobrino de Ith) navegaron desde Brigantia a Irlanda, y la conquistaron.
Los anónimos irlandeses del siglo XI que efectuaron la compilación relacionaron la Brigantia de Breogán con la ciudad galaica de Brigantium, que según las distintas versiones pudo ser La Coruña o Betanzos.[cita requerida]
Como ya adelantamos, en el siglo XIX, el mito fue difundido por escritores e historiadores románticos del naciente galleguismo, como Xosé Fontenla, Eduardo Pondal, Manuel Murguía o Vicente Risco. Se llegó al punto de identificar la torre de Breogán con la torre de Hércules de La Coruña, junto a la cual se ha erigido una estatua de Breogán. Del mismo modo, Breogán es representado como el padre mitológico del pueblo gallego; de hecho en ocasiones Galicia es descrita poéticamente como el "fogar" o "nazón de Breogán"; y así aparece en Os Pinos, el himno gallego, basado en el poema homónimo de Eduardo Pondal).

## Datos histórico-genéticos

Distribución del haplogrupo R1b

Bryan Sykes (profesor de genética humana en el Instituto de Medicina Molecular de la Universidad de Oxford, Decano del Wolfson College, Oxford, y fundador de la empresa Oxford Ancestors) publicó en el año 2006 el libro "The Blood of the Isles", donde sobre la base del ADN de 10 000 voluntarios elaboró el mapa genético de Irlanda y Gran Bretaña, mostrando la vinculación genética de la población actual con antepasados provenientes del norte de la península ibérica.
Spencer Wells, en su obra "Nuestros antepasados", publicada en castellano en 2007 (director del proyecto Genográfico de National Geographic), estableció la dominancia de los marcadores genéticos del ADN en el norte peninsular, haplogrupos R1b, I1a, desde hace 16.000 años (último máximo glaciar) y su posterior extensión al noroeste de Europa. El marcador M173 refiere la misma historia, siendo dominante en la península ibérica y en las Islas Irlandesas y Británicas.
Estas dos obras, concordantes en sus resultados, dan más verosimilitud a las obras clásicas del XI y del XII que recopilaban las sagas irlandesas, como a las obras historiográficas sobre las tribus galaicas y sus tradiciones hasta la conquista romana. Y ambas obras hablan de una repoblación por hombres y mujeres provenientes de la península ibérica después del último máximo glaciar. Asimismo son un refuerzo para los historiadores que defienden la tesis de la sociedad del Bronce atlántico,[¿quién?] estableciendo la ruta de la repoblación.
Todo este grupo emparentado conforma el Haplotipo Modal Atlántico (AMH) del R1b del cromosoma Y, también llamado haplotipo 15, con alelos: DYS388 12, DYS390 24, DYS391 11, DYS392 13, DYS393 13, DYS394 14 (también conocido como DYS19).[cita requerida]
Se desconoce el origen del nombre Breogán; se piensa que el propio rey lo eligió como sobrenombre para distinguirse, ya que en dialectos del irlandés significa "el que tiene el nombre único".[cita requerida]